# Plainfield (Connecticut)

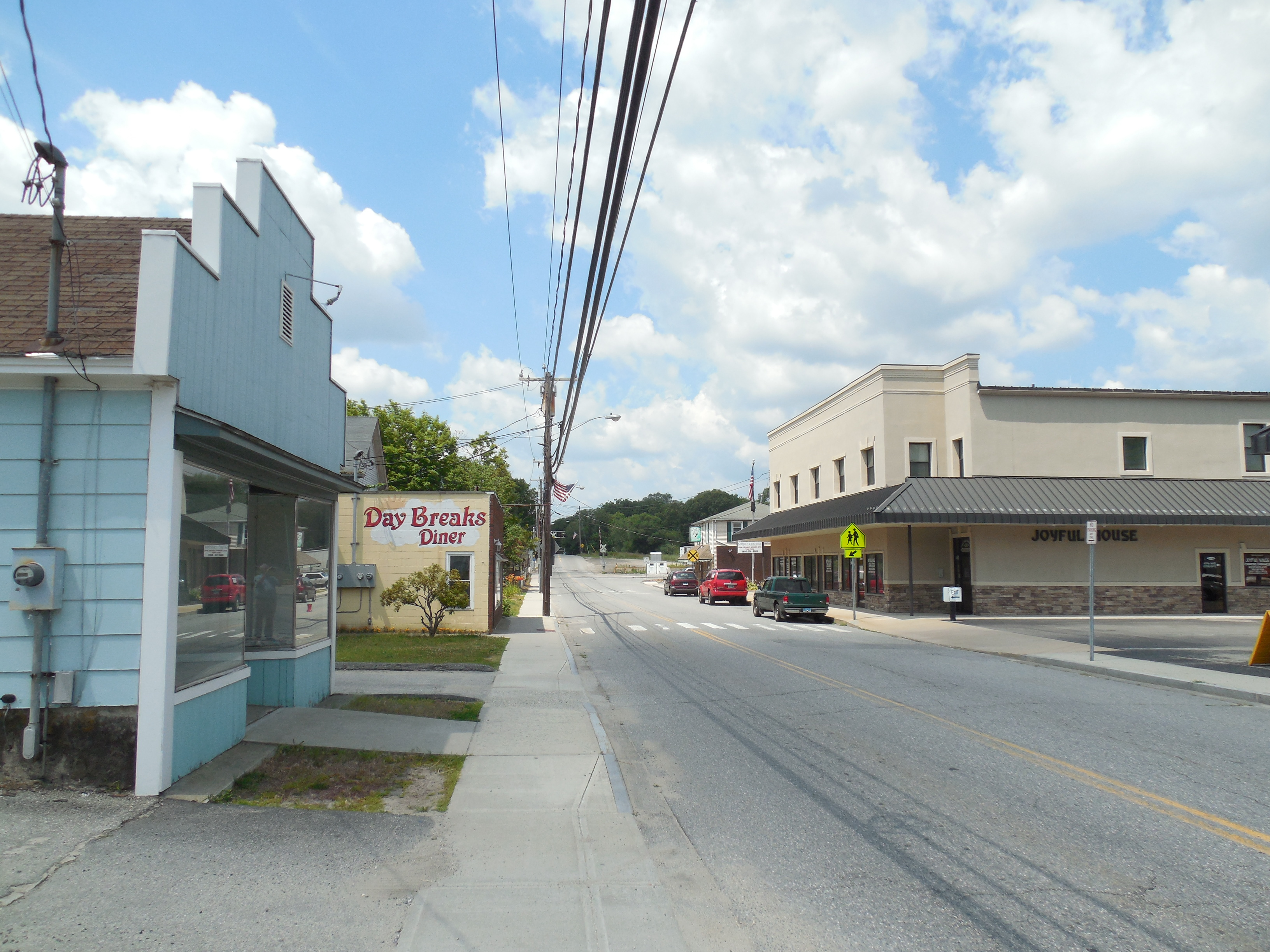
Railroad Avenue, Plainfield (2014)

Plainfield ist eine Stadt im Windham County im Hartford County im US-Bundesstaat Connecticut, Vereinigte Staaten, mit 15.300 Einwohnern (Stand: 2004). Die geographischen Koordinaten sind: 41,68° Nord, 71,92° West. Das Stadtgebiet hat eine Größe von 111,5 km².
Die Stadt beinhaltet drei zu Statistikzwecken definierte Siedlungsgebiete (Census-designated place): Plainfield Village im Süden, Moosup im Nordosten und Wauregan im Nordwesten.

## Söhne und Töchter der Stadt
- William A. Barstow (1813–1865), Gouverneur von Wisconsin
- Gil Bouley (1921–2006), American-Football-Spieler
- Nathan Fellows Dixon (1774–1842), US-Senator für Rhode Island
- James Wright Gordon (um 1809–1853), Gouverneur von Michigan
- Claire Wilbur (1933–2004), Schauspielerin und Filmproduzentin
- George Grafton Wilson (1863–1951), Rechtswissenschaftler